# Little Beaver Pond
De Little Beaver Pond is een meer in Newfoundland en Labrador, de oostelijkste provincie van Canada. Het meer bevindt zich in het uiterste oosten van de regio Labrador.

## Geografie
Het meer heeft een oppervlakte van 1,7 km². Het ligt een kilometer ten oosten van de veel grotere Big Beaver Pond en direct ten westen van een naamloos meertje. In de Little Beaver Pond ligt één eilandje.
De Little Beaver Pond maakt deel uit van de loop van de Northwest Tributary, een belangrijke zijrivier van de Sand Hill River. De Northwest Tributary watert de Big Beaver Pond af naar de Little Beaver Pond en watert de Little Beaver Pond op haar beurt af naar het voornoemde naamloze meer.
Het bevindt zich in een afgelegen gebied op 7 km ten zuiden van de oevers van de Table Bay en op 14 km ten zuidoosten van een spookdorp dat eveneens de naam Table Bay draagt.